# Us Against the World (álbum de Play)
Us Against the World é o álbum de estreia do girl group Play. Foi lançado em 12 de dezembro de 2001 pela Columbia Records. Nos Estados Unidos, foi lançado como um extended play autointitulado Play. O álbum permaneceu seis semanas no Billboard 200, alcançando a 85ª posição em 17 de agosto de 2002. Em 24 de março de 2003, ele recebeu o certificado de Ouro pela RIAA. As canções "Us Against the World" e "Cinderella" foram lançadas como singles.

## Lista de faixas
| N.º | Título                                                             | Duração |  |
| 1.  | "I'm Gonna Make You Love Me" (com Chris Trousdale do Dream Street) | 3:06    |  |
| 2.  | "Us Against the World"                                             | 3:41    |  |
| 3.  | "Cinderella"                                                       | 3:36    |  |
| 4.  | "Hopelessly Devoted"                                               | 3:22    |  |
| 5.  | "Is It Love"                                                       | 3:33    |  |
| 6.  | "I Don't Get Down Like That"                                       | 3:44    |  |
| 7.  | "Disco Hippie"                                                     | 3:22    |  |
| 8.  | "Remember to Forget"                                               | 3:28    |  |
| 9.  | "To Live and to Die For"                                           | 3:19    |  |
| 10. | "Never Neverland"                                                  | 3:30    |  |
| 11. | "Watch Me Now"                                                     | 4:47    |  |

## Paradas musicais
| Parada (2001-2002)             | Melhor posição |
| ------------------------------ | -------------- |
| Estados Unidos (Billboard 200) | 85             |

| País           | Associação | Certificação | Vendas |
| -------------- | ---------- | ------------ | ------ |
| Estados Unidos | RIAA       | Ouro         |        |